# Comté de Carteret
Pour les articles homonymes, voir Carteret.
Le comté de Carteret est un comté situé dans l'État de Caroline du Nord aux États-Unis. D'après le recensement de 2010, la population était de 66 469 habitants. Son siège de comté est Beaufort. 
Le comté a été créé en 1722 comme Carteret Precinct et a gagné le statut de comté en 1739. Il a été nommé pour Sir George de Carteret, l'un des huit Lord propriétaires de Caroline, ou pour son descendant et héritier John Carteret, 2e comte Granville.
La plupart du comté fait partie de la côte de cristal (en).

## Démographie
| 1790  | 1800  | 1810  | 1820  | 1830  | 1840  |
| ----- | ----- | ----- | ----- | ----- | ----- |
| 3 734 | 4 399 | 4 823 | 5 609 | 6 597 | 6 591 |

| 1850  | 1860  | 1870  | 1880  | 1890   | 1900   |
| ----- | ----- | ----- | ----- | ------ | ------ |
| 6 939 | 8 186 | 9 010 | 9 784 | 10 825 | 11 811 |

| 1910   | 1920   | 1930   | 1940   | 1950   | 1960   |
| ------ | ------ | ------ | ------ | ------ | ------ |
| 13 776 | 15 384 | 16 900 | 18 284 | 23 059 | 30 940 |

| 1970   | 1980   | 1990   | 2000   | 2010   | - |
| ------ | ------ | ------ | ------ | ------ | - |
| 31 603 | 41 092 | 52 556 | 59 383 | 66 469 | - |

## Communautés
- Délimitation du comté
- Beaufort (siège)
- Villes
- Census-Designated Place

### Towns
- Atlantic Beach
- Beaufort
- Bogue
- Cape Carteret
- Cedar Point
- Emerald Isle
- Indian Beach
- Morehead City
- Newport
- Peletier
- Pine Knoll Shores

### Census-designated places
- Atlantic
- Broad Creek
- Davis
- Gloucester
- Harkers Island
- Marshallberg

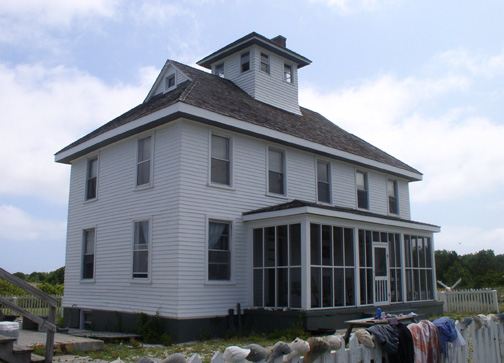
Cape Lookout Coast Guard Station.
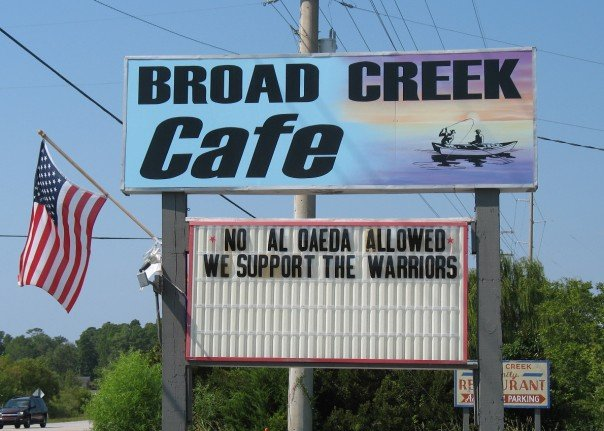
Broadcreek.
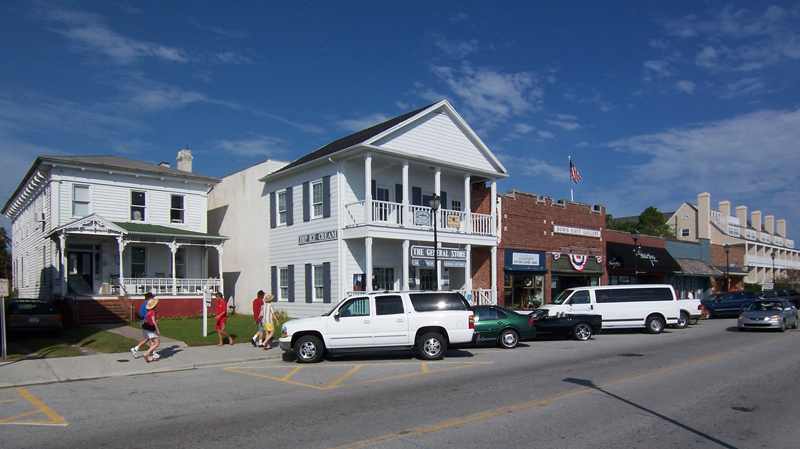
Centre de ville de Beaufort.
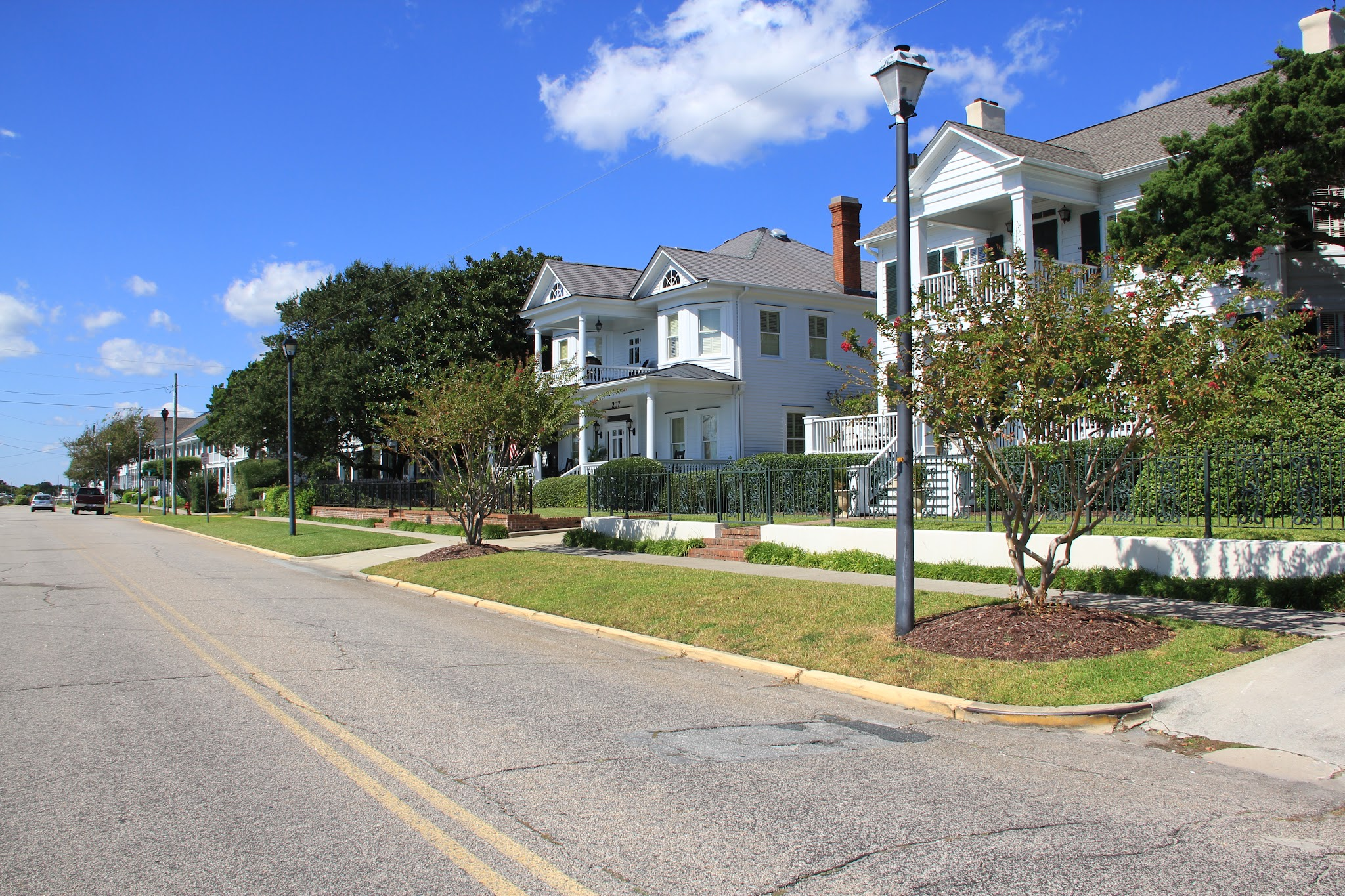
District historique de Beaufort.
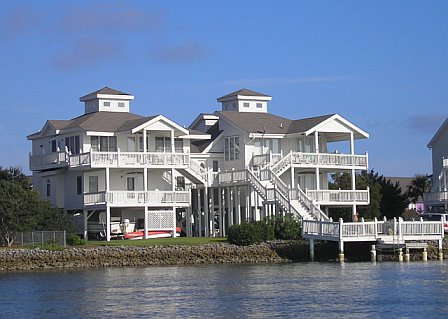
Maisons d'Emerald Isle.